# Carlsbad Classic 2015
El Carlsbad Classic 2015 es un torneo femenino de tenis profesional jugado en superficie dura. Se trata de la primera edición del torneo, evento de la WTA 125s de 2015. Se llevará a cabo en Carlsbad, Estados Unidos entre 23-29 de noviembre de 2015.

## Cabeza de serie

### Individual femenino
| Tenista           | Ranking | Preclasificada |
| Yanina Wickmayer  | 49      | 1              |
| Tatjana Maria     | 69      | 2              |
| Bojana Jovanovski | 78      | 3              |
| Naomi Broady      | 120     | 4              |
| Nicole Gibbs      | 121     | 5              |
| Julia Glushko     | 127     | 6              |
| Sachia Vickery    | 130     | 7              |
| Rebecca Peterson  | 133     | 8              |

- Ranking del 16 de noviembre de 2015

### Dobles femenino
| Tenista                               | Ranking | Preclasificada |
| Oksana Kalashnikova Tatjana Maria     | 157     | 1              |
| Gabriela Dabrowski Sharon Fichman     | 180     | 2              |
| Paula Cristina Gonçalves Sanaz Marand | 217     | 3              |
| Julia Glushko Rebecca Peterson        | 260     | 4              |

## Campeonas

### Individual Femenino
Yanina Wickmayer venció a  Nicole Gibbs por 6–3, 7–6(7-4)

### Dobles Femenino
Gabriela Cé /  Verónica Cepede Royg vencieron a  Oksana Kalashnikova /  Tatjana Maria por 1–6, 6–4, [10–8]